# Centro Nacional de Cine Judío
El Centro Nacional de Cine Judío es un archivo de cine sin fines de lucro, distribuidor y centro de recursos de Estados Unidos. Alberga la mayor colección de películas y videos de temática judía fuera de Israel. Su misión es recopilar, restaurar, preservar, catalogar y exhibir películas con valor artístico y educativo relevantes para la experiencia judía, y difundir estos materiales a la mayor audiencia posible.
Fundado en 1976, el Centro Nacional de Cine Judío (NCJF o el Centro) se convirtió en una organización independiente sin fines de lucro 501(c)(3) en 1981. El Centro está ubicado en el campus de la Universidad Brandeis en Waltham, Massachusetts.

## Colecciones
El archivo del NCJF posee exclusivamente unas 10.000 latas de película (35  mm, 16 mm, 8  mm, súper 8) y miles de cintas de video magistrales. Esta colección de largometrajes, documentales, cortometrajes de ficción y no ficción, noticieros, películas caseras y películas institucionales incluye material que data de 1903 hasta la actualidad. Estas películas abordan una amplia gama de temas, que incluyen: la experiencia de los inmigrantes judíos en Estados Unidos, el teatro y el cine yiddish, la judería europea anterior a la Segunda Guerra Mundial, el Holocausto, el judaísmo y las artes y la música, las relaciones entre judíos y otros grupos, la cultura sefardí, la historia israelí y los retratos de la vida judía en Hollywood. 
La colección del Centro incluye estudios etnográficos de comunidades judías pasadas y presentes en China, México, Marruecos, Australia, Túnez, Rusia, Argentina, Bosnia, India, Rumania, Grecia y Egipto, diarios de viaje que describen la vida judía en Polonia antes de la Segunda Guerra Mundial, noticieros del gobierno de los Estados Unidos sobre la Segunda Guerra Mundial, estudios sobre la historia de Israel, películas sobre el Holocausto que exploran lugares poco conocidos de genocidio como Transnistria y Babi Yar, propaganda antijudía y largometrajes yiddish-estadounidenses. De manera individual y colectiva, las películas distribuidas por el NCJF disipan los estereotipos sobre los judíos y educan al público sobre la diversidad y la riqueza cultural de la vida judía. 

## Conservación de las películas
La primera prioridad del NCJF es la preservación y restauración de las raras películas de acetato y nitrato que se encuentran en peligro de desaparecer. Las actividades de preservación del NCJF comenzaron hace 30 años con el rescate de una lánguida colección de películas en yidis. Desde entonces, el NCJF ha conservado y restaurado 36 largometrajes en yidis, poniéndolos a disposición en formatos de 35 mm, 16 mm, video y DVD. 
Entre los demás proyectos de archivo y preservación del Centro se incluyen reportajes y documentales de todo el mundo; las primeras comedias y largometrajes estadounidenses del cine mudo;  películas raras de los primeros tiempos de Rusia; películas caseras anteriores a la Segunda Guerra Mundial de Yurburg, Horodok, Novogrudok y Berlín ; crónicas de viajes de Białystok, Cracovia, Varsovia, Vilnius y Lviv; películas industriales y de recaudación de fondos producidas por agencias judías; primeras secuencias documentales de Palestina/Israel. Las restauraciones más recientes del NCJF incluyen las películas yiddish "The Cantor's Son" y "The Living Orphan", la preservación de raras películas caseras que documentan la forma de vida en varias comunidades pequeñas de Europa del Este, los criadores de pollos judíos en Nueva Jersey y los comerciantes en Massachusetts, y la película del presidente Harry S. Truman en la que se aborda la cuestión de la política en Medio Oriente en una cena de los Bonos de Israel en 1956. 
El NCJF fue invitado por el National Endowment for the Arts y la National Film Preservation Foundation para participar (con otras nueve instituciones) en el programa de preservación de películas del milenio, "Treasures of American Film Archives". NCJF es miembro fundador de la Asociación de Imágenes en Movimiento y miembro de la Asociación Internacional de Archivos Cinematográficos y del Consejo de Archivos y Bibliotecas de Investigación en Estudios Judíos. 

## Otras actividades
Las otras actividades del NCJF incluyen la distribución de películas, la producción de programas públicos y la prestación de asistencia en programación, consultas e investigación a aproximadamente 2000 personas e instituciones al año. 
Los materiales cinematográficos raros del Centro están disponibles para académicos, curadores, periodistas, profesores, autores, artistas, cineastas y el público en general, y se han exhibido y proyectado en todo el mundo. Se han utilizado como base para numerosos libros y artículos, y se han incluido en muchas exhibiciones de museos y producciones cinematográficas, como The Winds of War, Imaginary Witness: Hollywood and the Holocaust, Chasing Shadows, The Last Days, The Struma, Hollywoodism y decenas de documentales independientes. 
El NCJF distribuye 350 películas, incluyendo las producciones de más de 100 cineastas independientes contemporáneos. El Centro produce y vende cintas de video y DVD de sus títulos tanto para uso doméstico como educativo y otorga licencias de sus películas para su emisión en televisión; recientemente las estaciones incluyen Turner Movie Classics, Jewish Broadcast Network, Shalom TV, ARTE [Francia/Alemania], SBS [Australia], NOGA [Israel], y Four Films [Reino Unido]. 
El NCJF comenzó a organizar su propio festival de cine, JEWISHFILM, en 1998 en la Cinemateca Edie y Lew Wasserman de la Universidad Brandeis.